# Hans-Joachim Menge (Rennrodler)
Hans-Joachim Menge (* 27. Februar 1963 in Wüstheuterode) ist ein früherer deutscher Rennrodler.
Hans-Joachim Menge vom SC Traktor Oberwiesenthal startete um die Mitte der 1980er Jahre mit seinem Partner Detlef Bertz im Rennrodel-Doppelsitzer. Erstmals international aufmerksam konnte das Doppel auf sich machen, als es in Königssee in der Saison 1983/84 das Weltcup-Rennen gewinnen konnte. Zudem wurde das Doppel hinter Jörg Hoffmann und Jochen Pietzsch Zweiter der DDR-Meisterschaften 1984. Dabei ließen sie höher eingeschätzte Doppel wie Volker Sotzmann und Volker Dietrich, René Keller und Lutz Kühnlenz sowie Bernd Oberhoffner und Jörg-Dieter Ludwig hinter sich und konnten sich für die Olympischen Winterspiele 1984 in Sarajevo qualifizieren. Dort stürzten sie in beiden Läufen und erreichten am Ende nur den 15. und damit letzten Platz. 1985 gewannen Bertz/Menge nochmals Bronze bei den DDR-Meisterschaften.

## Erfolge

### Weltcupsiege
Doppelsitzer
| Nr. | Datum         | Ort  | Bahn           |
| --- | ------------- | ---- | -------------- |
| 1.  | 15. Jan. 1984 | Imst | Rodelbahn Imst |